# Yūko Shiokawa
Pour les articles homonymes, voir Shiokawa.
Yūko Shiokawa (塩川 悠子, Shiokawa Yūko) est une violoniste japonaise.

## Biographie
Shiokawa nait le 1er juin 1946 à Tokyo. Elle commence à étudier le violon à l'âge de 5 ans. En 1957 sa famille émigre au Pérou où elle étudie avec Eugen Cremer et commence à donner des concerts. En 1963 elle suit les master classes de Wilhelm Stross (en) à Munich et à partir de 1968 de Sándor Végh à Salzbourg.
A 19 ans, elle reçoit le Preis der Deutschen Musikhochschulen et le Prix Mendelssohn[réf. nécessaire].
Shiokawa commence sa carrière professionnelle en 1963 jouant avec l'orchestre symphonique de la Radiodiffusion bavaroise sous la direction de Rafael Kubelík et avec l'orchestre philharmonique de Berlin sous la direction d'Herbert von Karajan . Depuis elle a joué avec la plupart des grands orchestres d'Europe, des États-Unis, du Japon et d'Israël.
Elle a également fait des récitals en solo et joué de la musique de chambre en particulier avec son mari le pianiste András Schiff.
Elle a réalisé de nombreux enregistrements dont les sonates de Mozart et les sonates et partitas solo de Bach.
En 1967, Rafael Kubelík lui permet d'utiliser le violon de son père, Jan Kubelík, le Stradivarius Emperor ex Gillot fabriqué en 1715. Elle a joué de cet instrument jusqu'en 2000.

## Vie privée
Shiokawa est mariée au pianiste classique András Schiff.